# Главинич, Томас
Томас Гла́винич (нем. Thomas Glavinic, 2 апреля 1972, Грац) — австрийский писатель югославского происхождения.

## Биография
Работал копирайтером, водителем такси. В 1998 дебютировал романом «Карл Хафнер, любитель ничьих» (в основе лежит биография шахматиста Карла Шлехтера. Роман также включает автобиографические моменты). Последующие романы привлекли внимание критики и публики, они вызывают споры и даже скандалы, несколько из них стали бестселлерами.
Живёт с семьей в Вене.

## Книги
- Carl Haffners Liebe zum Unentschieden. Novel. Volk und Welt, Berlin 1998 (англ. пер. 1999, голл. пер. 2000, фр. пер. 2001, итал. пер. 2009)
- Господин Зузи/ Herr Susi. Novel. Volk und Welt, Berlin 2000
- Убийца с видеокамерой/ Der Kameramörder. Novel. Volk und Welt, Berlin 2001 (премия Фридриха Глаузера, фр. пер. 2007, тур. пер. 2008, англ. пер. 2012; экранизирован в 2010)
- Как нужно жить/ Wie man leben soll. Novel. dtv, Munich 2004 (англ. пер. 2012; экранизирован в 2011)
- Ночная работа/ Die Arbeit der Nacht. Novel. Hanser, Munich 2006 (голл. и фр. пер. 2007, англ., кор. и пол. пер. 2008, исп. пер. 2009, словен. и кит. пер. 2010; премия по фантастике г. Вецлар)
- Это я/ Das bin doch ich. Novel. Hanser, Munich 2007 (короткий список Немецкой книжной премии)
- Das Leben der Wünsche. Hanser, Munich 2009 (исп. пер. 2010)
- Lisa. Hanser, Munich 2011
- Unterwegs im Namen des Herrn. Hanser, Munich 2011
- Das größere Wunder: Roman. Hanser, Munich 2013

## Признание
Венская стипендия (1995). Стипендия Элиаса Канетти (2002), Австрийская федеральная стипендия (2002). Большая Австрийская федеральная премия по литературе (2006).